# Emilio Portes Gil, Puebla
Emilio Portes Gil är en ort i Mexiko.   Den ligger i kommunen Ocoyucan och delstaten Puebla, i den sydöstra delen av landet, 100 km sydost om huvudstaden Mexico City. Emilio Portes Gil ligger 1 895 meter över havet och antalet invånare är 556.
Terrängen runt Emilio Portes Gil är huvudsakligen kuperad, men åt sydväst är den platt. Runt Emilio Portes Gil är det mycket glesbefolkat, med 4 invånare per kvadratkilometer. Närmaste större samhälle är Puebla de Zaragoza, 19,9 km nordost om Emilio Portes Gil. I omgivningarna runt Emilio Portes Gil växer huvudsakligen savannskog.